# Mort Stohelitský
Mort Stohelitský (nebo také Mortimer, vévoda ze Sto Helit) je fiktivní postava z fantasy série knih o Zeměploše anglického spisovatele Terryho Pratchetta. Objevuje se především v knize Mort.
Jako mladý si Mort našel práci jako Smrťův učedník, což mu kromě mnoha komplikací přineslo také známost se Smrťovou adoptivní dcerou Ysabell, kterou si později vzal za ženu. Narodila se jim dcera Zuzana, kterou ve snaze uchránit před vlivem „genů“ jejího dědečka (Smrtě) poslali na výchovu do internátní školy. Mort s Ysabell poté zahynuli při nehodě.